# イエスストーリー
| 専門評論家によるレビュー | 専門評論家によるレビュー |
| レビュー・スコア         | レビュー・スコア         |
| 出典                     | 評価                     |
| ------------------------ | ------------------------ |
| Allmusic                 | [ 1 ]                    |

『イエスストーリー』（Yesstory）は、1991年にリリースされていたプログレッシブ・ロック・バンド、イエスのボックスセット『イエスイヤーズ』にすでに収録されていた音楽を、2枚組CDと3枚組LPとしてそのキャリアを凝縮したコンピレーション・アルバムである。『イエスストーリー』は1992年に発表され、元々のリリースにおいて特徴となっていたレアなマテリアルを欠くものとなった。
『イエスストーリー』は引き続き購入可能だが、『イエスイヤーズ』の方は廃盤とされ、2002年のライノ・レコードからのボックスセット『IN A WORD：ヒストリーBOX』に置き換えられた。

## 収録曲（CDバージョン）

### ディスク1
1. サヴァイヴァル -  "Survival" (ジョン・アンダーソン) – 6:18
2. チャンスも経験もいらない - "No Opportunity Necessary, No Experience Needed" (リッチー・ヘブンス) – 4:48
3. 時間と言葉 - "Time and a Word" (アンダーソン、デイヴィッド・フォスター) – 4:31
4. スターシップ・トゥルーパー - "Starship Trooper" – 9:26
a. ライフ・シーカー - "Life Seeker" (アンダーソン)
b. ディシルージョン - "Disillusion" (クリス・スクワイア)
c. ワーム - "Würm" (スティーヴ・ハウ)
5. アイヴ・シーン・オール・グッド・ピープル - "I've Seen All Good People" – 6:53
a. ユア・ムーヴ - "Your Move" (アンダーソン)
b. オール・グッド・ピープル - "All Good People" (スクワイア)
6. ラウンドアバウト - "Roundabout" (アンダーソン、ハウ) – 8:31
7. 燃える朝やけ - "Heart of the Sunrise" (アンダーソン、スクワイア、ビル・ブルーフォード) – 10:31
8. 危機 - "Close to the Edge" (アンダーソン、ハウ) - 18:34
a. 着実な変革 - "The Solid Time of Change"
b. 全体保持(トータル・マス・リテイン) - "Total Mass Retain"
c. 盛衰 - "I Get Up I Get Down"
d. 人の四季 - "Seasons of Man"

### ディスク2
1. 儀式 - "Ritual (Nous Sommes du Soleil)" (アンダーソン、スクワイア、ハウ、リック・ウェイクマン、アラン・ホワイト) – 21:33
2. スーン (シングル・エディット) - "Soon" (Single edit) (アンダーソン) – 4:06
3. 不思議なお話を - "Wonderous Stories" (アンダーソン) – 3:49
4. 究極 - "Going for the One" (アンダーソン) – 5:32
5. クジラに愛を - "Don't Kill the Whale" (アンダーソン、スクワイア) – 3:54
6. 夢の出来事 - "Does it Really Happen?" (ハウ、スクワイア、ホワイト、ジェフ・ダウンズ、トレヴァー・ホーン) - 6:34
7. メイク・イット・イージー - "Make it Easy" (トレヴァー・ラビン) - 6:08
8. ロンリー・ハート - "Owner of a Lonely Heart" (ラビン、アンダーソン、スクワイア、ホーン) – 4:27
9. リズム・オブ・ラヴ - "Rhythm of Love" (アンダーソン、トニー・ケイ、ラビン、スクワイア) – 4:46
10. 変革 (ライヴ・ヴァージョン) - "Changes" (live version) (ラビン、アンダーソン、ホワイト) - 7:34

『Yesstory (Atco 792 202)』は、全英、全米ともにチャート・インしなかった。

## パーソネル

### イエス
- ジョン・アンダーソン (Jon Anderson) – リード・ボーカル
- ピーター・バンクス (Peter Banks) – ギター、バック・ボーカル
- ビル・ブルーフォード (Bill Bruford) – ドラム
- トニー・ケイ (Tony Kaye) – キーボード
- クリス・スクワイア (Chris Squire) – ベース、バック・ボーカル
- スティーヴ・ハウ (Steve Howe) – ギター、バック・ボーカル
- リック・ウェイクマン (Rick Wakeman) – キーボード
- アラン・ホワイト (Alan White) – ドラム
- パトリック・モラーツ (Patrick Moraz) – キーボード
- ジェフ・ダウンズ (Geoff Downes) – キーボード
- トレヴァー・ホーン (Trevor Horn) – リード・ボーカル
- トレヴァー・ラビン (Trevor Rabin) – ギター、リード・ボーカル

### 参加ミュージシャン
- デイヴィッド・フォスター (David Foster) – アコースティックギター